# Chrám svaté Paraskevy (Nová Polianka)
Chrám svaté Paraskevy je dřevěná sakrální stavba, která původně stála v Nové Poliance, v současnosti se nachází ve skanzenu ve Svidníku. Cerkev je zasvěcena svaté Paraskevě a byla postavena v roce 1766.
V listopadu 1944 při vojenských operacích druhé světové války v prostoru Karpatsko-dukelské operace byla poškozena. Bezprostředně po skončení války byla zrekonstruována obyvateli obce. V roce 1961 byla demontována. Do skanzenu ve Svidníku byla instalována v roce 1986. Její převezení do skanzenu bylo možné i proto, že již v roce 1937 byla v Nové Poliance vybudována zděná cerkev sv. Petra a Pavla.
Půdorys cerkvi tvoří tři podélně uspořádané objekty, v pořadí: presbytář, loď a babinec. V tomto uspořádání je zvýrazněn princip Svaté Trojice. Orientace ve směru východ – západ vychází z bohoslužebného aktu. Ikonostas je dílem mistrů z 18. století a pochází z jiného sakrálního objektu.
Hmota stavby je srubová z jehličnanů a je osazena na jednoduchou kamennou podezdívku. Vazba srubových trámů a hranolů byla zajišťována tesařskými zámky pomocí čepů a zadlabávání. Na spoje tesařských vazeb se použily zpravidla dubové kolíky, které se zatloukaly do vyvrtaných trámových otvorů. Na celé stavbě nebyly používány kovové hřeby.
Okna jsou osazena na jižní straně. Dvoustupňová střecha je pokryta šindelem a je dekorativně zkrášlena krajkovým lemem. Západní věž je nejvyšší a svou formou se odlišuje od lodi a presbytáře.
V cerkvi jsou od roku 1993 prováděny bohoslužebné obřady.